# Chris Tadrosse
Chris Tadrosse (* 10. September 1985 in Sydney) ist ein ehemaliger australischer Fußballspieler. 

## Vereinskarriere
Tadrosse wurde am Sportinstitut von New South Wales und am landesweiten Zentrum in Canberra ausgebildet. 2005 erhielt er von Melbourne Victory einen Vertrag für die Premierensaison der A-League. Der Mittelfeldspieler kam in acht Saisonspielen als Einwechselspieler zum Einsatz, erhielt aber zum Saisonende keinen neuen Vertrag. Er absolvierte im Anschluss ein Probetraining beim deutschen Oberligisten KFC Uerdingen 05 und wurde Anfang Februar 2006 unter Vertrag genommen. Nach 16 Ligaeinsätzen in der Rückrunde für Uerdingen, erhielt er vom Staffelmeister und Regionalliga-Aufsteiger Borussia Mönchengladbach II ein Vertragsangebot.
Mit der mittelfristigen Perspektive den Sprung in den Profikader zu schaffen zu Gladbach gekommen, warf ihn ein Riss des Kreuz- und Innenbandes im Oktober 2006 weit zurück. Erst im Mai 2007 gab er sein Comeback. Nach dem Abstieg der Gladbacher aus der Regionalliga kam er in der Saison 2007/08 zu 31 Einsätzen in der Oberliga Nordrhein. 2008 kehrte er wegen familiärer Gründe (Schwangerschaft seiner Frau), der Sprachbarriere in Deutschland und mangelnder Perspektive für Einsätze in der Profimannschaft nach Australien zurück.
Er trainierte dort mit der Mannschaft der Central Coast Mariners und erhielt im Oktober einen Platz im Kader als Ersatz für den verletzten Dean Heffernan. Bis zum Saisonende kam Tadrosse für die Mariners allerdings nur zu einem Einsatz. Anfang 2009 wurde bekannt, dass er zur Saison 2009/10 einen Zwei-Jahres-Vertrag beim Expansion Team North Queensland Fury unterschrieben hat.

## Nationalmannschaft
Tadrosse nahm 2005 mit der australischen U-20-Auswahl an der Junioren-Weltmeisterschaft in den Niederlanden teil. Er kam in allen drei Partien zum Einsatz, als Australien mit zwei Unentschieden und einer Niederlage in der Gruppenphase scheiterte.